# Митос
Ми́тос (англ. Methos) — персонаж сериала «Горец», а также фильмов «Горец: Конец игры» и «Горец: Источник». Старейший из Бессмертных, чей возраст более 5000 лет. Митос, как один из четырёх всадников Апокалипсиса, символизирует Смерть. Первоначально Митос планировался как эпизодический персонаж, но он настолько понравился телезрителям, что сценаристы сохранили его.

## Специфика образа

### Происхождение имени
Имя Митос, предположительно, производное от библейского Мафусаил (Methuselah), старейший в мире человек, на иврите «митос» myth (מיתוס) означает «миф».

### Характер
Митос — эгоист, не позволяющий никому и ничему вставать на пути собственного выживания, благодаря этому он и прожил так долго (он помнит «только» последние 5000 лет своей жизни, а что было до этого, он помнит смутно). Хитёр, коварен, беспринципен, при необходимости беспощаден. Законченный циник и обладатель весьма саркастичного чувства юмора. Избегает схваток, так как не любит понапрасну рисковать своей головой.

### Митос в «Игре»
Поняв однажды, что его голова — желанный трофей для любого Бессмертного, Митос выходит из «Игры». Он избегает схваток и, когда это возможно, других Бессмертных. Когда он чувствует поблизости опасность, Митос внезапно исчезает на некоторое время. Он спит с мечом под кроватью и иногда носит пистолет. На момент своей первой встречи с Дунканом Маклаудом Митос уже 200 лет не сражался с Бессмертными.

## Литературные источники
Согласно книге «Горец: Вечер с Джо», Митос родился в древнем Египте приблизительно 3000 до н. э. и стал вторым сыном в семье. У него было два брата и две сестры. Когда ему исполнилось 35 лет, оазис, в границах которого жила семья, стал пересыхать. На семейном совете решили перебраться в другой оазис, но они не добрались, песчаная буря стала причиной его первой смерти и обретения бессмертия. На какое-то время он жил среди бедуинов, которые нашли его и обучили способам выживания в пустыне. Он провёл с ними много лет, пока не стало очевидным, что он не стареет. Только после 603-летия он стал встречать подобных себе, Бессмертных, и понял, что он не единственный. Выяснив некоторые особенности бессмертия у Meнахема, Бессмертного, которого сам Митос считал достаточно древним, он впервые срубил голову другого бессмертного, по имени Иосиф.
По прошествии нескольких десятилетий он некоторое время жил в древнем Египте, где Бессмертный фараон по имени Джер взял его под своё крыло. Но вскоре Митос узнал, что фараон убил его жену, с которой он жил кочевнической жизнью, во время убийств всех кочевников. В ярости Митос похоронил Джера заживо в саркофаге где-то глубоко под землёй. Он потребовал трона Джера и стал фараоном Египта.

## События жизни
- 4000 до н. э.: в Британии после ужасного сражения теряет память, берёт новое имя — Митос.
- 3700 до н. э.: Египет, эпоха Бадари, Митос пытается вспомнить прошлое.
- 3000 до н. э.: изучает древнюю письменность в Месопотамии. Начинает писать свои хроники.
- 2800 до н. э.: изучает письменность и иероглифику в Египте. Продолжает хроники.
- 2250 до н. э.: королевский подданный на Крите.
- 2050 до н. э.: живёт с женой на горе Синай.
- 2045 до н. э.: из-за фараона Ору Джер становится вдовцом. После сражения с фараоном сам становится фараоном.[2]
- 2005 до н. э.: возвращается память.
- 1200 до н. э.: встречает Елену Троянскую.

Всадники: Каспиан, Силас, Митос и Кронос

- 1000 до н. э.: вместе с Бессмертными Кроносом, Силасом и Каспианом выступает в роли одного из четырёх всадников Апокалипсиса.
- 470—399 до н. э.: живёт в Греции. Становится близким другом Сократа
- 372—289 до н. э.: живёт в Китае. Встречает Менсиуса, писателя о конфуцианстве.
- 100-44 до н. э.: живёт в Риме, знакомится с Юлием Цезарем.
- 74 до н. э.: в Риме присутствует при убийстве Тита Маркона Амариусом Одемиусом.
- 69-30 до н. э.: в Египте, встречает Клеопатру и Нефертири.
- 36-68: знакомится с Нероном, наблюдает гонения на христиан.
- 93: помогает христианам в Риме.
- 765: дважды пересекает Атлантику с ирландскими монахами.[3]
- 366—1644: живёт в Китае.
- 1453: изучает медицину в Германии в Гейдельберге.[4]
- 1808: работает в США врачом в Новом Орлеане под именем доктора Бенджамина Адамса, встречает Бессмертного Моргана Уокера.
- 1817: вместе с супругами Шелли, гостит у Байрона, где подсказывает Мэри Шелли идею Франкенштейна.
- 1850-60: путешествует по Северной и Южной Америке с Бучем Кэссиди и Сандэнсом Кидом.
- 1980: во Франции изучает историю, философию, информатику, работает под именем Адам Пирсон.
- 1984: становится Наблюдателем.
- 1995: встречает Дункана Маклауда.[1]
- 1997: его находит Кронос, бессмертный, с которым в бронзовом веке терроризировал весь Древний Восток. Кронос хочет воссоединить группу.
- 2012: вместе с Дунканом Маклаудом отправляется на поиски Источника бессмертия.[5]

## Появления на экране
Телесериал:
| 60 | 3×16        | Митос                 |
| Бессмертный Каллас одержим идеей найти Митоса, старейшего из Бессмертных. Он рассчитывает, убив его, получить достаточно Силы, чтобы справиться со своим старым врагом — Маклаудом. Случайно Каллас выходит на Наблюдателя Дона Зельцера, а через него на Адама Пирсона, исследователя Хроник Митоса. В это время Маклауд, ввязавшийся в эту историю по просьбе Джо Доусона, обнаруживает, что Пирсон и есть легендарный Митос. Понимая, что ни у него самого, ни у Маклауда может не хватить сил, чтобы справиться с Калласом, Митос «предлагает» Горцу свою голову. Когда тот отказывается, Митос, чтобы получить передышку, подставляет Калласа полиции как убийцу Зельцера, и исчезает.                                                                               |             |                       |
| 65 | 3×21 и 22   | Финал                 |
| Пока Маклауд занят сбежавшим из тюрьмы Калласом, Митос и прилетевший из США Джо Доусон пытаются решить не менее важную проблему — жена убитого Калласом Дона Зельцера собирается передать в газету диск с базой данных Наблюдателей, рассказав всему миру правду о Бессмертных. Угроза разоблачения предотвращена после того, как Каллас, чтобы завладеть диском, убивает Кристин Зельцер и редактора газеты, а сам погибает от меча Маклауда. |             |                       |
| 76 | 4×10        | Рыцарство             |
| Объявившись в Секоувере, Митос сообщает Маклауду о том, что его бывшая любовница завела роман с Ричи. Маклауд предупреждает своего ученика о маниакальной ревности Кристин, но тот влюблён и не желает ничего слушать. Когда Кристин пытается убить Ричи и его сводную сестру, Маклауд вынужден с ней сразиться, но кодекс рыцарской чести не позволяет горцу убить женщину, которую он когда-то любил. Митосу приходится закончить дело за него. |             |                       |
| 77 | 4×11        | Вне времени           |
| Митос влюбляется в Алексу, официантку из бара Джо Доусона. Узнав, что она смертельно больна, Митос решает напоследок «подарить ей весь мир» и уезжает с Алексой в кругосветное путешествие. |             |                       |
| 81 | 4×14        | Избавление            |
| Прервав своё путешествие с Алексой, Митос летит во Францию и помогает одержимому злом Маклауду вновь обрести себя. |             |                       |
| 83 | 4×16        | Мафусаилов дар        |
| Для спасения умирающей Алексы, Митос и Аманда решают похитить из схрона Наблюдателей Камень Мафусаила. По легенде, этот кристалл способен превратить человека в Бессмертного. Ограбление проваливается — Митос схвачен, но Аманде удаётся скрыться с Камнем. Наблюдатели решают обменять Митоса на кристалл. Во время обмена на мосту завязывается схватка, в результате которой все участвующие в ней Наблюдатели гибнут, а Камень падает в Сену. Расстроенный, но живой и сохранивший свою тайну, Митос улетает к Алексе в Женеву. |             |                       |
| 85 | 4×18        | Сквозь тёмное стекло  |
| Митос хоронит Алексу на парижском кладбище. Маклауд, находясь рядом, выходит с ним со святой земли, и оба через какое-то время чувствуют поблизости другого бессмертного. Тогда Дункан встречает своего давнего знакомого и узнаёт, что тот странным образом потерял память. Горец советуется с Митосом и просит помочь как наблюдателя. |             |                       |
| 87 | 4×20        | До самой смерти       |
| Бессмертная пара Роберт и Джина Валикур прожили вместе 300 лет, играя свадьбу раз в сто лет, а теперь Джина хочет развестись. Чтобы помочь Роберту вернуть её, Маклауд уговаривает Митоса притвориться неизвестным молодым бессмертным, охотящимся за головой Роберта. |             |                       |
| 88 | 4×21        | Судный день           |
| Происходит загадочная серия убийств наблюдателей, и последние обвиняют Джо Доусона в предательстве (по правилам он не должен был сообщать бессмертному, кто такой); Митос рассказывает об этом Маклауду и, следуя его просьбе, выясняет подробности этого дела, после чего помогает Дункану проникнуть к наблюдателям, чтобы тот объяснил им ситуацию. Позже, в то время, как идет «суд» над друзьями Митоса, он попадает на него и, показывая дневник «наблюдателя Митоса» (которым последние десять лет является он сам), пытается доказать, что наблюдатель, будучи Митосу не посторонним человеком, а другом, узнал о старейшем из бессмертных то, чего не узнал бы никто другой.                                                                                     |             |                       |
| 89 | 4×22        | За минуту до полуночи |
| На этот раз наблюдатели открыли на Маклауда сезон охоты, думая, что именно он, спасая Доусона, убил их людей. Джо в это время скрывается у Митоса, а Дункан встречается со своим старым другом, Джакобом Галати, жену которого когда-то убил Хортон, почему он и стал мстить наблюдателям. Частично оправившись от ранений, полученных в перестрелке, Доусон снова отправляется к наблюдателям, в надежде объяснить, что Маклауд ни в чём не виновен; последовавший за ним Митос помогает ему попасть в здание, после чего рассказывает об этом Маклауду. |             |                       |
| 98 | 5×9         | Вестник               |
| Ричи встречает бессмертного, который называет себя Митосом и проповедует отказ от поединков ради мира между бессмертными. Маклауд знакомит его с настоящим Митосом, но Ричи продолжает верить «вестнику», что едва не стоит ему жизни. |             |                       |
| 99 | 5×10        | Валькирия             |
| Маклауд случайно сталкивается со своей старой знакомой, Ингрид, которой когда-то представился шанс убить Гитлера, но она не смогла этого сделать, и с тех пор убивает всех потенциальных диктаторов. Митос появляется в серии время от времени и даёт Дункану умные советы, объясняя, где тот не прав. |             |                       |
| 100 | 5×11        | Приближается Всадник  |
| Кассандра охотится за старым врагом — Кроносом, одним из Четырёх Всадников Апокалипсиса, истребивших её племя в бронзовом веке; Маклауд тоже когда-то сталкивался с этим бессмертным, хотя тот и скрывался под другим именем. В то же время становится ясно, что Митос — ещё один Всадник, которого называли Смертью; Кронос находит его, убеждает воссоединиться, и получает согласие. Кассандра, между тем, выходит на Кроноса, но Митос вмешивается в бой. Он обещает Кроносу привести его к двум оставшимся всадникам, которые ещё живы, и снова собрать их вместе. |             |                       |
| 101 | 5×12        | Откровение            |
| Всадники снова вместе, все четверо. Митос, пытаясь выбраться из сложившейся ситуации без потерь, связывается с Маклаудом и сообщает об их планах. Кронос, предугадывая предательство, берёт в плен Кассандру. Пришедший ей на помощь Дункан (убивший у тому времени четвёртого Всадника — Каспиана) убивает Кроноса, в то время как Митос, выпустив Кассандру, дерётся с Силасом. Кассандра всё же пытается убить победившего Митоса, но Дункан просит оставить ему жизнь. |             |                       |
| 105 | 5×16        | Прости нам долги наши |
| После событий XVIII века Маклауд был одержим жаждой убийства всех англичан, уничтожавших его народ — шотландцев. Теперь в жизни Маклауда настала пора платить за свои преступления. Стивен Кину хочет отомстить Дункану, и Дункан знает, что Стивен имеет на это полное право. Аманда пытается спасти друга и обращается за помощью к Митосу. |             |                       |
| 106 | 5×17        | Новый Прометей        |
| Бессмертный, друг Митоса, известный ранее как поэт Байрон, стал рок-певцом. Однако он не оставляет своих привычек и вовлекает смертных в свои опасные игры. Рано или поздно случится трагедия. |             |                       |
| 107 | 5×18        | Архангел              |
| Два археолога, Фостер и Ландри, обнаруживают древнюю зороастрийскую статую. Это воплощение демона, с которым предстоит сразиться Маклауду, — только Дункан отказывается в это верить. Однако, ему приходится принять это как факт, когда убитые им люди и Бессмертные вновь возникают на его пути. Митос пытается помочь. Но гибнет Ричи, Маклауд просит друга убить себя. |             |                       |
| 117 | 6×11        | Неосмотрительность    |
| Митос встречает старого врага. Ему приходиться объединить силы с Джо Доусоном, когда неосмотрительность, которую они проявили ранее, стала угрожать жизни их самих и их близких. Морган Уолкер был врагом Митоса в течение двухсот лет и сейчас получил шанс отомстить… похитив дочь Джо. |             |                       |
| 118 — 119 | 6×12 — 6×13 | «Быть» и «Не быть»    |
| Лондон, 1946 год. Ирландский террорист, бессмертный Лайам О’Рурк, и его смертная возлюбленная Тара взрывают паб. Погибают невинные. Маклауд помогает властям арестовать террористов. Спустя десятилетия Лайам приходит, чтобы отомстить. Митос отправляется на помощь другу, а Маклауд в это время путешествует по своему подсознанию, в котором Фитц показывает ему мир, в котором никогда не было Горца. В этом мире живут Тэсса и её двое детей. А Митос поддался своей тёмной стороне и воссоединился с Кроносом. Сам Фитц считается там мёртвым уже 280 лет… Мак видит, что среди многих потерь, в «его мире», в отличие от этого, было и много хорошего — того, что он сделал для своих друзей и любимых, то добро, которое творил. Он принимает решение вернуться… |             |                       |

Фильмы — Горец: Конец игры, Горец: Источник
Aнимационный сериал — Хроники Митоса
Книги — Храбрая Шотландия, Фанатик, Пленённая Душа, Вечер с Джо
Компьютерные игры — Горец: Игра